# إيفار لو يوهانسون
إيفار لو يوهانسون (بالسويدية: Ivar Lo-Johansson) (و.1901 - 1990) كاتب وصحفي وروائي وشاعر وناقد اجتماعي سويدي، حاصل على جائزة المجلس الشمالي للأدب عام 1979.

## حياته
ولد ونشأ في طبقة فقيرة تعد من أفقر طبقات المجتمع السويدي، وفي عام 1917 درس في مدرسة ثانوية شعبية تقع قرب منزل عائلته، وكان لدى المدرسة صحيفة طلأبية نشر فيها أول نصوص له في شكل مراجعات وقصائد. وعند بلوغه العشرين انتقل إلى ستوكهولم، وعمل في شبابه فلاحا وعامل بناء وكسَّار حجارة وساعي بريد. اعتمد على نفسه في تكوين ثقافته الأدبية من خلال القراءة بالرغم من الأوضاع الصعبة التي عايشها. وتمرد على الطبقية واحترف الكتابة، وانتقد في أغلب كتاباته الفوارق الطبقية. كما كتب عن العمال والمزارعين، وكان ناشطا سياسيا في شبابه، حيث شارك بين عامي 1919 و1923 في أنشطة المنظمة الشبابية للحزب الاجتماعي.

## بداياته
بدأ في الكتابة في صحيفة الطلاب في المدرسة، ثم انطلق في رحلة في أنحاء أوروبا بين عامي (1925 -1929)، فسافر إلى فرنسا، وبريطانيا، وإيطاليا وإسبانيا، والمجر، والنمسا، وكتب تقارير عن أسفاره تلك وقام بنشرها، ونشر أول مؤلفاته «حياة تشرد في فرنسا» عام 1927، وبعدها روايته «ماتت مونا» عام 1932، والتي تحدث فيها حول الخيار بين الحب والعمل، ثم كتب روايته «تصبحين على خير أيتها الأرض» 1933، وكانت هذه الرواية أولى الروايات عن تاريخ الفلاحين وحاضرهم، والتي أصبحت إحدى أهم الروايات التطورية في الأدب البروليتاري. اتبعها بسلسلة روايات تناول فيها طبقته الاجتماعية، وحفلت بالعديد من الشخصيات والأحداث. وكان أولها «الأقنان» (1936- 1937)، ثم ملحمة «أم فقط» (1939)، و«بروليتاريو الأرض» (1941)، و«الجرارة» (1943)، التي تناول فيها التطور التقاني والصناعي وبها أكمل شهادته على عصره. ثم كتب رواية «العبقري» (1947) والتي عالج فيها موضوعًا جديدًا في كتاباته حتى ذلك الوقت، إلا أنه أخذ حيزًا كبيرًأ في أدبه فيما بعد وهو الكبت الجنسي لدى جيل المراهقين، حيث تطرق إلى موضوع الوحدة والسعي نحو الآخر وإلى علاقة الفرد بمحيطه بمنظار مختلف.

## مؤلفاته

### روايات
- ماتت مونا،(Måna är död) عام 1932.[6]
- تصبحين على خير أيتها الأرض (Godnatt, jord) عام 1933.[8]
- كونغسجاتان (Kungsgatan) عام 1935.[9]
- مجرد أم (Bara en mor) عام 1939.[10]
- الجرار (Traktorn) عام 1943.[11]
- استمتع (Geniet) عام 1947.[12]
- سلسلة السيرة الذاتية للكاتب البروليتاري (En proletärförfattares självbiografi) من عام1951 حتى 1960:[13]
  - الأميون (Analfabeten) عام 1951.
  - مزارع المزارع (Gård farihandlaren)عام 1953.
  - ستوكهولمارين (Stockholmaren) عام 1954.
  - الصحفيون (Journalisten) عام 1956.
  - المؤلف (Författaren) عام 1957.
  - الاشتراكيون (Socialisten) عام 1985.
  - الجنود (Soldaten) عام 1959.
  - المؤلف البروليتاري (Proletärförfattaren) عام 1960.

- الحظ (1962)
- عالم الفلك (1966)
- إلكترا. امرأة في 2070 (1967)
- العذراء الأزرق. رواية عن ولادة القصيدة (بعد وفاته)

### قصة قصيرة
- قصص فريق واحد (Ett lag historier) عام 1928.[14]
- الولايات (Statarna) جزءان (1936 - 1937).[15]
- بروليتاريو الأرض (Jordproletärerna) عام 1941.[16]
- سلسلة جناح العاطفة (Passionssviten) من عام 1968حتى 1972:[17][18]
  - العواطف (Passionerna) عام 1968.
  - الشهداء (Martyrerna) عام 1968.
  - الانحناء الجشع (Girigbukarna) عام 1969.
  - المهنيون (Karriäristerna) عام 1969.
  - لسعات البئر (Vällustingarna) عام 1970.
  - الحناجر الكاذبة (Lögnhalsarna) عام 1971.
  - أساتذة الحكمة (Vishetslärarna) عام 1972.
- قوة الكلمة (Ordets makt) عام 1973.
- الأمراء (Furstarna) عام 1974.
- قصص قابلة للتحميل (Lastbara berättelser) عام 1974.

### تقارير
- حياة تشرد في فرنسا (Vagabondliv i Frankrike) عام 1927.[19]
- الفحم في القوة (Kolet i våld) عام 1928.[20]
- بيت القصيد من عالم الموت (Nederstigen i dödsriket) عام 1929.
- الغجر (Zigenare) عام (1929)
- وجوه مدينتي (Mina städers ansikten) عام 1930.[21]

### قصائد
- من عصر الشق (Ur klyvnadens tid) عام 1931.
- الوديان الشوك (Tisteldalen) قصائد (بعد وفاته، 1992).

### مذكرات
- البلوغ (Pubertet) عام 1978.
- أسفلت (Asfalt) عام 1979.
- العتبة (Tröskeln) عام 1982.
- حرية (Frihet) عام 1985.

### سيناريو فلم
- 1943 - كونغسجاتان (Kungsgatan).
- 1949 - مجرد أم (Bara en mor).

### أخرى
- أشك في الرياضة (Jag tvivlar på idrotten) عام (1931؛ كتاب النقاش).
- إلى مؤلف (Till en författare) عام (1988؛ مقالات).
- الكتابة من أجل الحياة (Skriva för livet) عام 1989.

## جوائز
بعض الجوائز التي نالها: جائزة دوبلوغ عامي 1953 و1973، وجائزة إيفا لور عام 1986. وجائزة المجلس الشمالي للأدب عام 1979. ودكتوراه فخرية من جامعة أوبسالاعام 1964.

## مقتطفات
من قصصه قصة قصيرة بعنوان «حذاء.. وطبقية»، كتبها إيفار منتقدا فيها الطبقية في المجتمع: